# Fantasmagorie (phim 1908)
Fantasmagorie là một bộ phim hoạt hình của Pháp ra mắt vào năm 1908 bởi Émile Cohl. Nó là một trong những ví dụ sớm nhất của hoạt hình truyền thống (hoạt hình vẽ tay), và được các nhà nghiên cứu lịch sử điện ảnh xem như một trong những bộ phim tranh vẽ chuyển động đầu tiên.

## Mô tả

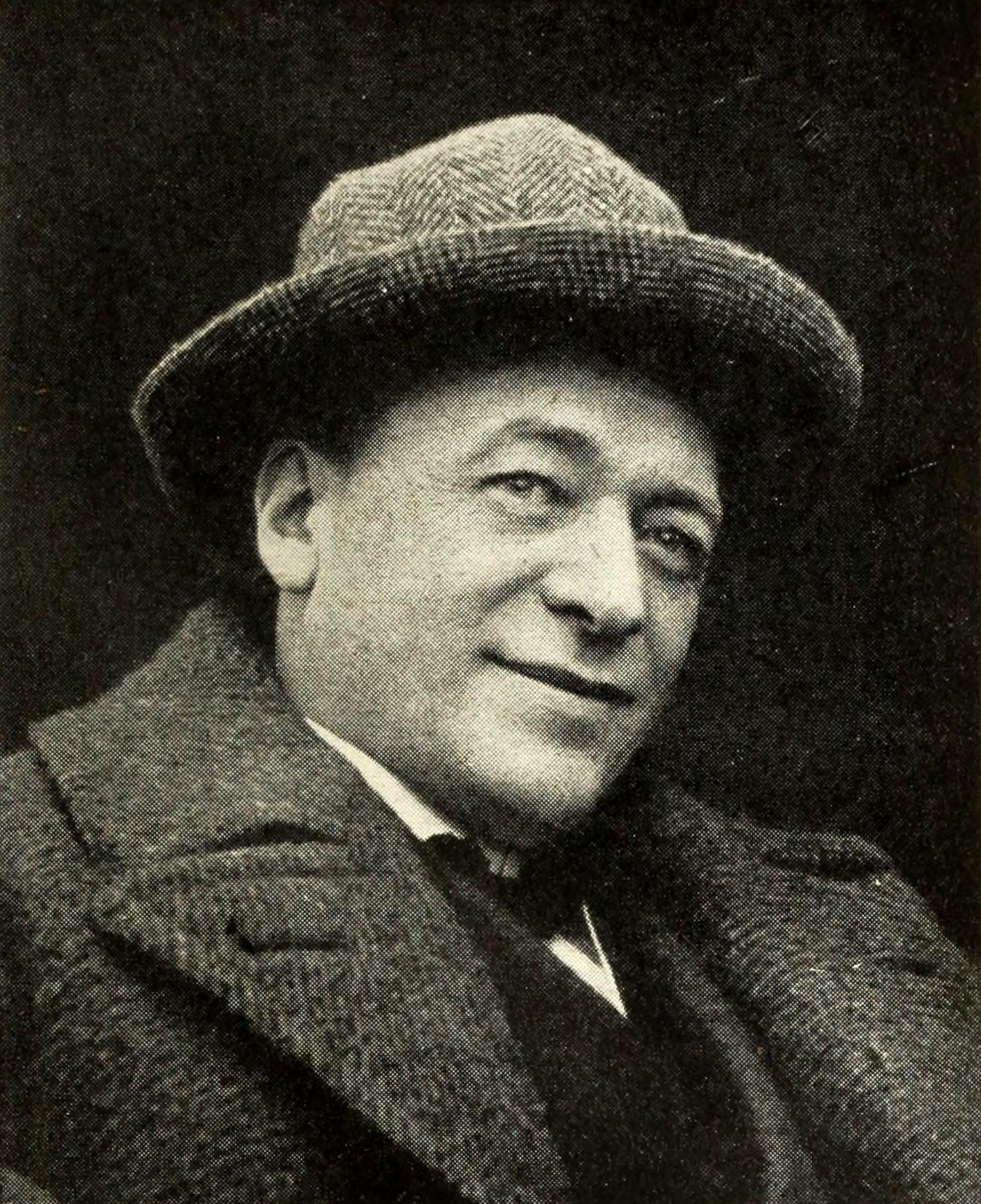
Émile Cohl

Bộ phim phần lớn nói về chuyển động của một người que và gặp phải tất cả dạng thức của các đối tượng biến dạng (morphing), chẳng hạn như một chai rượu vang mà biến đổi thành một bông hoa. Cũng có những phần của hoạt động trực tiếp, nơi bàn tay của người tạo chuyển động sẽ nhập cảnh. Nhân vật chính được vẽ bằng tay của người nghệ sĩ trên máy quay, và các nhân vật chính là một chú hề và một quý ông.
Bộ phim, trong tất cả các biến đổi tự nhiên của nó, là một sự tưởng nhớ trực tiếp tới phong trào Rời rạc ngắn ngủi trước đó bị lãng quên. Tiêu đề là một sự tham chiếu tới fantasmograph, một biến thể xuất hiện giữa thế kỷ 19 của đèn lồng ma thuật (magic lantern), dụng cụ trình chiếu các hình ảnh ma quái trải rộng trên các bức tường.

## Lịch sử
Cohl làm việc với Fantasmagorie từ tháng 2 cho tới tháng 5 hoặc tháng 6 năm 1908. Mặc dù có thời lượng trình chiếu ngắn, tác phẩm được sản xuất với chất liệu được sắp đặt theo một phong cách dòng ý thức. Bộ phim được ra mắt vào ngày 17 tháng 8 năm 1908.

### Sản xuất
Bộ phim được tạo ra bởi việc vẽ từng khung hình trên giấy và sau đó chụp từng khung hình với phim âm bản, tạo cho hình ảnh một cảm giác của bảng đen. Nó được tạo thành với 700 bức vẽ, mỗi bức trong số chúng được xuất hiện hai lần (tạo ra chuyển động "on twos"), dẫn đến việc thời lượng kéo dài tới gần hai phút. Nó mượn từ J. Stuart Blackton, hiệu ứng đường kẻ phấn; quay phim đường kẻ đen trên giấy trắng, sau đó đảo ngược phim âm bản để tạo cảm giác phấn trắng trên bảng đen. Blackton và Cohl cũng mượn vài công nghệ từ Georges Méliès, chẳng hạn như stop trick.